# 安我华
安我华（?—1950年5月2日），字克信，浙江嵊县人，忠义救国军第五纵队少将指挥官。浙江省警官学校第三期毕业，深受国民党军统首长戴笠的赏识，并参与“中美合作所”。历经抗日战争、国共内战以及潜伏大陆游击作战。口才好，受下属爱戴，作战勇猛，经常主动出击。1950年1月，在浙江东阳县巍山镇一带因作战失利被解放军俘获并处决。1971年3月，入位于台北的国民革命忠烈祠。

## 简介
出生于浙江省嵊县安国乡安宅村（今浙江省绍兴市嵊州市长乐镇绿溪乡），家中兄弟五人，排行第五，绰号“安老小”。
1930年2月1日任陆海空军总司令部侍卫总队特务队第八分队少尉分队长。1933年升任军委会特务团第三营第九连中尉排长。随后带职进中央军校军官训练班第三期毕业，继调保安处调查股第三组上尉组长兼特别党部少校助理干事。
抗战时期，任忠义救国军第一纵队第一团上校团长，曾率所部在无锡鞋山一带活动，重创日军及新四军管文蔚部，并多次以少胜多。在湖州一带游击时，因作战活跃且灵活机动，致使日军调集杭州、嘉兴、常州三地的驻军对其进行围剿。随后，安我华率部进入安徽休整。1943年，经由戴笠亲自挑选，参与中美合作所的组建并接受培训，所部人员配发美式装备。1945年9月15日，安我华率部下在上海龙华机场接受日军投降。抗战胜利后，1946年8月份，安我华所部驻扎在苏州望亭，被改编为交通警察部队，安我华任大队长。
1949年8月3日，安我华率所部在浙江东阳县巍山镇胡村附近伏击解放军，并击毙第三野战军后勤司令部参谋长李厚坤夫妇，后遭中共方面大规模重兵围剿。
1950年1月9日，因作战失利被解放军俘获。1950年5月2日，在浙江东阳被处决。
1971年3月，入祀国民革命忠烈祠。